# St. Johannes der Täufer (Hüttenheim)

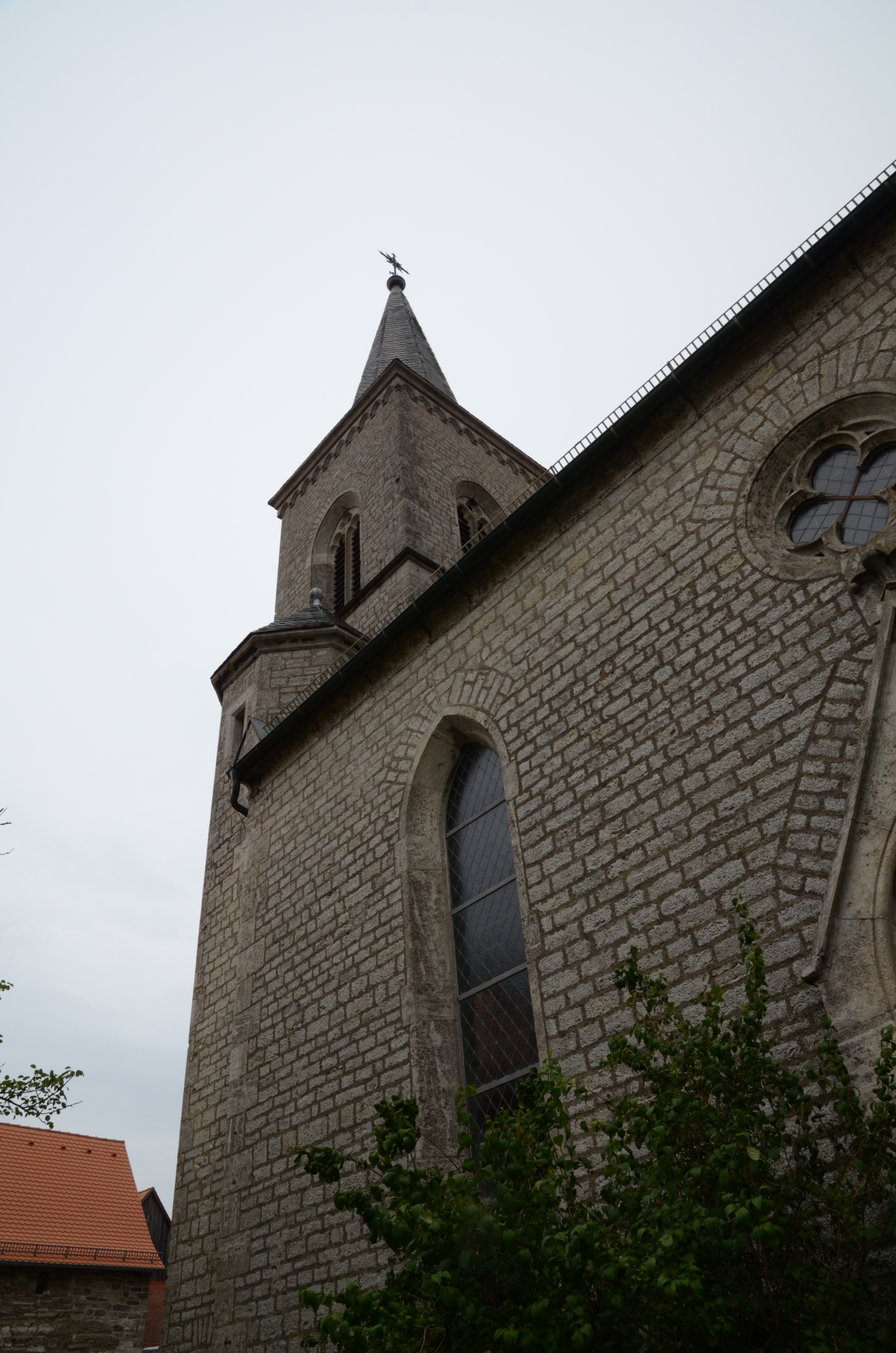
Die Kirche in Hüttenheim

Die katholische Pfarrkirche St. Johannes der Täufer ist eines der beiden Gotteshäuser im unterfränkischen Dorf Hüttenheim in Bayern. Die Kirche liegt inmitten des Ortes und ist heute Teil des Dekanats Neustadt an der Aisch im Erzbistum Bamberg.

## Geschichte
Der Bau der katholischen Johanneskirche geht auf die Initiative des Hüttenheimer Pfarrers Franz Conrad zurück. Das Dorf war im 19. Jahrhundert konfessionell gespalten und die katholischen Bewohner teilten sich mit den Lutheranern die Johanneskirche im Zentrum der Kirchenburg. Dieses Simultaneum war aber umstritten, insbesondere weil man sich über die Gottesdienstzeiten und die Ausgestaltung der Liturgie nie einig wurde.
Pfarrer Conrad gründete im Jahr 1892 einen Kirchenbauverein, der Geld für die Errichtung einer eigenen Kirche sammeln sollte. Im Jahr 1896 begann man in der Nähe der bereits bestehenden Johanneskirche mit dem Bau und das Simultanverhältnis wurde aufgelöst. Am 12. Oktober 1897 weihte der Bamberger Erzbischof Joseph von Schork das Gotteshaus ein. Für die Ausstattung der Kirche konnte man den Würzburger Künstler Franz Wilhelm Driesler gewinnen. Die Kirche wird heute als Baudenkmal eingeordnet.

## Architektur
Die Kirche präsentiert sich als rein neugotisches Gotteshaus. Sie wurde als Saalbau errichtet und schließt im Osten mit einem polygonalen Chor ab. Besonders typisch ist die steinsichtige Fassade. Am Bau gibt es Elemente wie Maßwerk, Fialen und kleine, spitzbögige Fenster, die alle auf die gotischen Vorbilder verweisen. An den rechteckigen Turm mit dem Spitzdach wurde ein kleiner achteckiger Treppenturm angebaut. Auch der Eingangsbereich ist mit typisch neugotischen Elementen verziert.

## Ausstattung

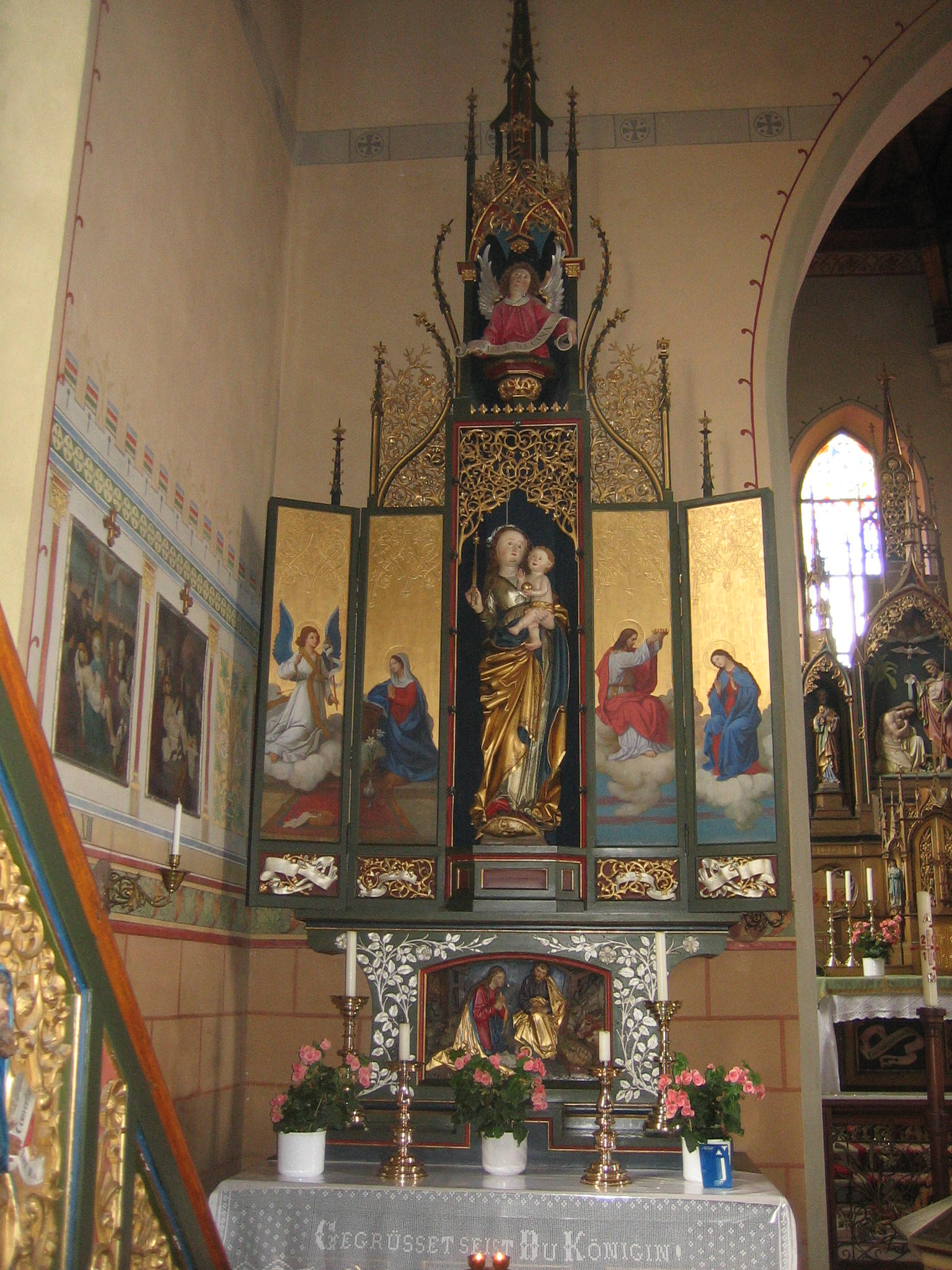
Der Seitenaltar mit dem Madonnenbild

Die geschlossen neugotische Ausstattung der Johanneskirche schuf größtenteils Franz Wilhelm Driesler. Einige Teile gelangten aus der alten Johanneskirche dorthin. Der Hochaltar geht auf eine Stiftung des Jahres 1867 zurück. Er zeigt die Taufe Jesu durch den Kirchenpatron Johannes als Relief. Aufwändige Verzierungen wie goldene Fialen schließen ihn nach oben ab. Kreuzblumen wurden dem Mittelalter entlehnt.
Ältestes Teil der Ausstattung ist eine Madonnenfigur, die im linken Seitenaltar aufgestellt ist. Das Schnitzwerk zeigt die Muttergottes mit dem Kind und kam wohl im Jahr 1677 in die benachbarte Johanneskirche. Wahrscheinlich stiftete der Deutschherrenorden, der Grundherr in Hüttenheim war, die Figur. Sie ist allerdings viel älter und wurde wohl bereits zwischen 1480 und 1500 geschaffen. Die neue Kirche erhielt außerdem den alten Beichtstuhl und den Taufstein von 1867 von der älteren.
Durch Spenden konnten die Orgel, die Kanzel und die Kommunionbank erworben werden. Allen Ausstattungselementen ist die Vielfarbigkeit gemeinsam. Die Reliefs der Evangelisten am Aufgang zur Kanzel sind farbig gefasst. Die Innenwände sind mit Zierleisten aus Rankwerk bemalt. Lediglich die Empore mit der Orgel blieb in ihrem holzsichtigen Zustand. Die Glasmalerei im Chor besteht aus einem vielfältigen Bildprogramm.